# دييغو سيرانو
دييغو سيرانو هو ممثل إكوادوري، ولد في 5 فبراير 1973 بكيتو في الإكوادور.

## أعمال

### أفلام
- (2006) وادي الذئاب العراق[4]

### مسلسلات
- ذا ينغ أند ذا رستلس
- عالم آخر

## وصلات خارجية
- دييغو سيرانو على موقع IMDb (الإنجليزية)
- دييغو سيرانو على موقع قاعدة بيانات الفيلم (الإنجليزية)